# Wilkinson Microwave Anisotropy Probe
A Wilkinson mikrohullámú anizotrópia szonda (Wilkinson Microwave Anisotropy Probe, WMAP) a NASA műholdja, melynek feladata, hogy a felderítse az Ősrobbanásból származó mikrohullámú háttérsugárzás térbeli hőmérséklet-ingadozásait (anizotrópiáját). A műholdat Delta II hordozórakétával bocsátották fel 2001. június 30-án Cape Canaveralról, Floridából. A WMAP a COBE műhold méréseit folytatja, helyét a Planck műhold vette át.
A WMAP célja, hogy elkészítse a kozmikus mikrohullámú háttérsugárzás nagy felbontású térképét, melynek segítségével a Világegyetem természetére vonatkozó elméleteinket tesztelhetjük, azok paramétereit pontosabban meghatározhatjuk.
A műhold neve eredetileg MAP volt. Jelenlegi nevét a program közben elhunyt vezetőjéről, Dr. David Wilkinsonról kapta, aki a kozmikus háttérsugárzás vizsgálatának úttörője volt.
A WMAP célja a teljes csillagos égbolt feltérképezése legalább 0,3° felbontással és 20 µK érzékenységgel, maximum 5 µK szisztematikus mérési hibával. 
A cél elérése érdekében a WMAP-nek differenciális radiométerei vannak, melyek az égbolt két pontja közötti hőmérséklet-különbséget mérik.
A WMAP a Nap-Föld rendszer L2-es Lagrange-pontjában található, a Földtől 1,5 millió kilométerre, a Földhöz képest a Nappal ellentétes oldalon. Ebben a pontban a szonda helyzete nagyon stabil, és megoldható, hogy mindig a Nappal, a Holddal és a Földdel ellentétes irányba nézzen, csökkentve ezzel a zavaró hatásokat. A WMAP képes hat hónaponként az egész égboltot feltérképezni. A saját galaxisunk, a Tejútrendszer zavaró hatásának kiszűrésére a WMAP 5 különböző frekvenciasávot használ 22 és 90 GHz között.
A szonda a küldetését hivatalosan 2010. október 6-án fejezte be.

A WMAP képe a kozmikus háttérsugárzásról

## A WMAP méréseiből nyert adatok
A WMAP méréseiből néhány kozmológiai mennyiségre a következő értékeket kapták [Térkép a mikrohullámú háttérsugárzásról, Meteor évkönyv 2004, 195. old.]:
| a Világegyetem sűrűsége ρ/ρkrit. | 1,02 ± 0,02 1-nél sík Világegyetem                          |
| Hubble-állandó, H                | {\displaystyle 71_{-3}^{+4}} km/s/Mpc                       |
| a háttérsugárzás lecsatolódása   | 380 000 évvel az Ősrobbanás után z=1089±1 vöröseltolódásnál |
| A Világegyetem kora              | 13,7 ± 0,2 milliárd év                                      |

- A Világegyetem összetétele 4% közönséges anyag (hidrogén, hélium és nehezebb elemek, csillagok és neutrínók), 23% ismeretlen eredetű sötét anyag, és 73%-a misztikusnak tűnő sötét energia.
- A kozmikus infláció modellel ellentétesek a megfigyelései (lásd a lenti linkeket).
- A jelenlegi elméleteket a WMAP adatokra alkalmazva azt kapjuk, hogy a Világegyetem mindörökre tágulni fog.